# Hipparchia syriaca
Hipparchia syriaca là một loài butterfly in the Nymphalidae family. Loài này có ở Hy Lạp especially on the island of Samos, Thổ Nhĩ Kỳ, Bulgaria, Albania, Republic of Macedonia, Kavkaz và Transcaucasia. It is found rìa rừng của các đỉnh núi và đồi có độ cao lên đến 2000 mét.
Chúng bay từ tháng 6 đến tháng 8, tùy theo độ cao và địa phương.
Ấu trùng ăn Holcus species.